# Tullio Pane
Pasquale Pane, detto Tullio (Napoli, 16 giugno 1930 – Civitavecchia, 3 ottobre 2001), è stato un cantante italiano.

## Biografia
Frequenta il Conservatorio di San Pietro a Majella della sua città e nel 1950 vince una borsa di studio messa in palio al Teatro alla Scala di Milano e gli vengono affidate piccole parti minori di tenore nella stagione lirica. In seguito, fortemente indeciso se intraprendere la carriera come tenore lirico professionista, vi rinuncia e nel 1952 partecipa e vince un concorso per voci nuove leggere organizzato dalla Rai ed entra così a far parte dell'Orchestra del Maestro Giannini e successivamente canta accompagnato da Giuseppe Anepeta, Luigi Vinci e prende parte a diverse trasmissioni radiofoniche interpretando canzoni napoletane.
Nel 1954 vince il Festival di Napoli con il brano Suonno d'ammore, eseguito in coppia con Achille Togliani un brano elegante del Maestro Francesco Saverio Mangieri; l'anno seguente si aggiudica il primo e il secondo premio al Festival di Sanremo interpretando Buongiorno tristezza di Mario Ruccione e Giuseppe Fiorelli e Il torrente (in coppia con Claudio Villa) e ancora al Festival di Napoli il terzo premio con E llampare ripetuto da Gino Latilla. Nel 1956 partecipa al concorso radiofonico Le canzoni della fortuna interpretando la canzone di Fragna Signora fortuna e nel 1962 L'ammore avess'a essere è la canzone con la quale vince il Festival di Zurigo scritta da Totò (Antonio De Curtis) in gara con lui anche Achille Togliani, Luciano Tajoli, Nilla Pizzi ed Ernesto Bonino.
L'attività prosegue con programmi TV come Canzonissima e vari recital in Italia ma, con l'avvento dei nuovi stili e ritmi, la sua popolarità diminuisce. Intraprende comunque varie tournée nel mondo, dall'Australia al Giappone, dagli Stati Uniti alla Francia ed alla Spagna.
Dal 1970 riprende pienamente l'attività operistica cantando nei maggiori teatri italiani e stranieri come La Scala di Milano, la Carnegie Hall di New York, il Teatro San Carlo di Napoli, l'Opera di Genova, l'Opera di Roma con direttori come Oren, Patanè, Bartoletti, e i registi Bolognini, Ronconi.
Ricordiamo la sua partecipazione alla Fausta di Gaetano Donizetti nel 1980 al fianco di Raina Kabaivanska e di Renato Bruson al Teatro dell'Opera di Roma e alla Lucia di Lammermoor sempre di Donizetti, questa volta con Mariella Devia e il grande tenore spagnolo Alfredo Kraus diretti da Franco Mannino nel 1990, e l'edizione della Turandot di Giacomo Puccini con Ghena Dimitrova, Nicola Martinucci, Cecilia Gasdia, Roberto Scandiuzzi, diretta da Daniel Oren, nel 1989, incisa anche su CD Nuova Era e Arts.
Dal 1997 al 2001 è ospite in varie puntate della trasmissione televisiva "Ci vediamo su RAI 1" condotta da Paolo Limiti.
Nel 2001 l'Etichetta Riverrecords pubblica un cd intitolato "70 mi dà tanto", con 26 brani registrati in diretta per i suoi 70 anni ed i 50 di attività artistica con l'accompagnamento al Pianoforte del Maestro Roberto Negri.

Fra i suoi successi ricordiamo: Suonno d'ammore (1º premio festival di Napoli 1954), Buongiorno tristezza (1º premio festival di Sanremo 1955), Il torrente (2º premio festival di Sanremo 1955), L'ammore avvess'a essere (1º premio festival di Zurigo 1962), Eternamente tu (1º premio festival di Zurigo 1963), 'E llampare (3º premio festival di Napoli 1955),O sole mio, Torna a surriento, O surdato innamorato, Funiculi'funiculà, Te voglio bene assaie, Marechiare, I te vurria vasà, Non penserò che a te, Bruna Maria del porto, Aieressera, Adduormete, Note d'ammore, Pianura, Torna Maggio, Popolanella, Fili d'oro, Nun me guardà, Speranza, 'E rrose chiagneno, Chiagneno pure ll'onne, Luna 'nnammurata, Turnammoce 'ncuntra
Malato gravemente di cancro già da tempo, muore nel 2001.

## Discografia (parziale)

### 78 giri
- 1954 – Aieressera/'Na chitarra sta chiagnenno (Cetra, DC 6026)
- 1955 – Non penserò che a te/Che fai tu luna in ciel (Cetra, DC 6268)
- 1955 – Buongiorno tristezza/Ci Ciu Ci... Cantava un usignolo (Cetra, DC 6262; lato B canta Antonio Vasquez)
- 1955 – Oblio/Vuje... ca ve vulite bene (Cetra, DC 6295)
- 1955 – 'E llampare/Geluso 'e te (Cetra, DC 6318; disco inciso con il Quintetto Partenopeo, lato B canta Nino Nipote)
- 1955 – 'E rose chiagneno/Comme te l'aggi'a ddi? (Cetra, DC 6321; lato B canta Luciano Glori)
- 1955 – Nnammuratella mia/'E stelle 'e Napule (Cetra, DC 6322; lato B canta Luciano Glori)
- 1955 – Maruzzella/So' chiacchiere (Cetra, DC 6334; lato A canta Nino Nipote)
- 1956 – Luna nnammurata/Chitarra mia napulitana (Cetra, DC 6554)
- 1956 – Adduormete/Nun me guardà (Cetra, DC 6555)
- 1957 – Signora fortuna/Un po' è bene (Cetra, DC 6718)
- 1957 – Il cigno/Serenade (Cetra, DC 6731)
- 1957 – Serenatella 'e maggio/Si comm'a n'ombra (Cetra, DC 6793)
- 1957 – Ultimo raggio 'e luna/Napule sole mio (Cetra, DC 6794)
- 1957 – Bella fiorentina/Scugnizzo pustiggiatore (Cetra, DC 6800)
- 1957 – Malepensiero/Io quanno dico sette (Cetra, DC 6823)
- 1957 – Trapanarella/Luna busciarda (Cetra, DC 6824)
- 1957 – Canzuncella gentile/Malepensiero (Cetra, DC 6825)
- 1958 – Torna a vucà/'O cantastorie (Cetra, DC 6926)

### Singoli
- 1957 – Amapola/Estrellita (Cetra, SP 13)
- 1957 – La paloma/Ay! Ay! Ay! (Cetra, SP 14)
- 1957 – La paloma/Princesita (Cetra, SP 15)
- 1958 – Granada/Andalucia (Cetra, SP 134)
- 1958 – Vurria/Canzuncella pettegola (Cetra, SP 252; lato B canta Fausto Cigliano)
- 1958 – Anema e core/Sciummo (Fonit, 16059)
- 1958 – Domenica è sempre domenica/Arrivederci, Roma (Fonit, 16060)
- 1958 – 'Nnammuratamente.../Vienetenne a Surriento (Fonit, 16087)
- 1958 – Domenica è sempre domenica/Arrivederci, Roma (Fonit, SP 30354)
- 1958 – 'Nnammuratamente.../Vienetenne a Surriento (Fonit, SP 30418)
- 1958 – Visparella/Ricordiamoci (Fonit, SP 30464)
- 1959 – 'O marenariello/La danza (Fonit, SP 30557)
- 1959 – Primmavera/Passiuncella (Fonit, SP 30612)
- 1959 – 'Mbraccio a te/Padrone d'o mare (Fonit, SP 30613)
- 1960 – Note d'ammore/Musica 'mpruvvisata (Fonit, SP 30810)
- 1960 – Turnammoce a 'ncuntrà/Sti 'mmane (Fonit, SP 30811)
- 1960 – 'E rrose e tu/Piscature sott'a luna (Fonit, SP 30812)
- 1960 – Nu tantillo 'e core/Tiempe belle (Cetra, SP 860)
- 1961 – 'O calennario 'e Napule/'O suonno tene vint'anne (Fonit, SP 30957)
- 1962 – L'ammore avessa essere/'O sole mio (Cinevox, SC 1016)
- 1962 – Comme facette mammeta/Torna (Cinevox, SC 1019)
- 1962 – Santa Lucia luntana/Voce 'e notte (Cinevox, SC 1020)
- 1962 – 'E vvie d'o mare/Maria, Marì (Cinevox, SC 1022)
- 1962 – A femmena bella è comme o sole/Tu si a canzone mia (Cinevox, SC 1025)
- 1963 – Eternamente tu!/'E spingole frangese (Cinevox, SC 1033)
- 1963 – Nun lassà Napule/Senza dì niente (Cinevox, SC 1035)
- 1964 – Dduje paravise/Scugliera (Cinevox, SC 1037)
- 1964 – Scalinatella/So' felice (Cinevox, SC 1038)
- 1964 – Maggio, sì tu!/Uocchie c'arraggiunate (Cinevox, SC 1039)
- 1964 – 'O sole mio/Funiculì funiculà/Guapparia (Cinevox, SC 1041)
- 1964 – 'O sole mio/Guapparia (Cetra, SPD 476)
- 1964 – Quanno tramonta 'o sole/Marechiare (Cetra, SPD 477)
- 1964 – Santa Lucia luntana/Passione (Cetra, SPD 478)
- 1964 – Piscatore 'e Pusilleco/Dicitencello vuie (Cetra, SPD 479)
- 1964 – I' Te vurria vasà/Funiculì Funiculà (Cetra, SPD 480)
- 1964 – 'O paese d''o sole/Nun me scetà (Cetra, SPD 481)
- 1964 – Torna/'O surdato 'nnammurato (Cetra, SPD 482)
- 1964 – Torna a Surriento/'A canzone 'e Napule (Cetra, SPD 483)
- 1968 – Che gelida manina/... E lucevan le stelle (CAR Juke-Box, CRJ NP 1042)
- 1968 – Tu si 'a musica/Tarantella internazionale (CAR Juke-Box, CRJ NP 1043)
- 1970 – 'O sole mio/Acquarello napoletano (Presence, PLP 5009)
- 1970 – Marechiaro/Napule e Surriento (Presence, PLP 5010)
- 1970 – Core 'ngrato/Angelarò (Presence, PLP 5012)
- 1970 – Voce 'e notte/Pusilleco n'sentimento (Presence, PLP 5013)
- 1970 – Tu ca nun chiagne/Torna maggio (Presence, PLP 5014)
- 1971 – Ma venne il turbine/Invocazione per tutti i caduti (Il Fileremo, 16986; lato B canta Luciano Alto)

### EP
- 1957 – Tullio Pane ('A vucchella/Tu ca nun chiagne/Core 'ngrato/Lacreme napulitane) (Cetra, EP 0614)
- 1957 – Tullio Pane (Serenate 'e Surriento/Ncoppa ll'onne/Munasterio 'e Santa Chiara/Tiempe belle) (Cetra, EP 0616)
- 1957 – Tullio Pane ('A sirena/'A luna 'e Napule/Mmiezz'o grano/Napule) (Cetra, EP 0617)
- 1958 – I'll remember...Napoli (Torna a Surriento/Funiculì funiculà/Core 'ngrato/Marechiare) (Cetra, EP 0626)
- 1959 – I'll remember...Napoli ('O surdato 'nnammurato/Passione/Santa Lucia luntana/Dicitincelle vuie) (Cetra, EPE 3067)
- 1961 – Tullio Pane (Ammore canta/'O pizzaiuolo nuovo/Mellunà/'Ndringhete 'ndrà) (Cetra, EP 4394)

### Album
- 1954: Canzoni napoletane interpretate da Tullio Pane (Cetra, LPA 14)
- 1955: Celebri canzoni napoletane (Cetra, LPA 20)
- 1962: Holidays in Naples (Cinevox, SC 33/1)
- 1964: Napoli contro tutti (Cinevox, SC 33/2)
- 1966: Napoli (Cetra, LPP 61; nel disco è presente anche Giacomo Rondinella)
- 1971: 'O sole mio! (Presence, PPP 01)
- 1972: Città (Presence, PPP 05)

## Discografia fuori dall'Italia (parziale)

### 78 giri
- 1957: Napule sole mio/L'ultimo raggio 'e luna (Cetra, 30.034; pubblicato in Francia)